# Perissonemia
Perissonemia is een geslacht van wantsen uit de familie van de Tingidae (Netwantsen). Het geslacht werd voor het eerst wetenschappelijk beschreven door Drake & Poor in 1937.

## Soorten
Het genus bevat de volgende soorten:

- Perissonemia absita Drake & Ruhoff, 1961
- Perissonemia angustata Guilbert, 2002
- Perissonemia bimaculata (Distant, 1909)
- Perissonemia borneensis (Distant, 1909)
- Perissonemia cicadifrons Péricart, 1985
- Perissonemia delagoana Drake, 1954
- Perissonemia ecmeles Drake & Mohanasundarum, 1961
- Perissonemia garambana Duarte Rodrigues, 1982
- Perissonemia ghazalensis Linnavuori, 1977
- Perissonemia gressitti Drake & Poor, 1936
- Perissonemia halleriae Duarte Rodrigues, 1982
- Perissonemia hasegawai Takeya, 1962
- Perissonemia illustris Drake & Poor, 1937
- Perissonemia kietana Drake & Ruhoff, 1961
- Perissonemia lienhardi Péricart, 1986
- Perissonemia nigerrima (Schouteden, 1923)
- Perissonemia occasa Drake, 1942
- Perissonemia okinawensis Souma, 2022
- Perissonemia onerosa Drake & Poor, 1939
- Perissonemia pagnana Drake, 1954
- Perissonemia rectisulca Guilbert, 2002
- Perissonemia sandakana Drake & Ruhoff, 1961
- Perissonemia sierrana Drake, 1954
- Perissonemia sodalis Drake, 1948
- Perissonemia stricta Duarte Rodrigues, 1979
- Perissonemia torquata Drake & Poor, 1937
- Perissonemia vegata Drake & Poor, 1937
- Perissonemia yaeyamensis Souma, 2022